# Australian and International Pilots Association
Die Australian and International Pilots Association (AIPA) (deutsch: australische und internationale Pilotenvereinigung), die 1981 gegründet wurde, ist eine Gewerkschaft, die 2011 in Melbourne die Interessen von rund 2.500 Piloten organisiert. Die AIPA versteht sich nach ihrem eigenen Verständnis als „professional Association and federally registered organisation“ (deutsch: „berufliche Vereinigung mit bundesweiter Zulassung“) und verwendet den Begriff Gewerkschaft nicht. AIPA organisiert australische Piloten der Fluggesellschaften Qantas Airways, Jetstar Airways, Eastern Australia Airlines und Sunstate Airlines die nationale und internationale Flugrouten betreiben.

## Geschichte
In den frühen 1980er Jahren wurde die Australian Federation of Air Pilots (AFAP) gegründet und wurde 1986 als gewerkschaftliche Organisation eingetragen. Im Mai 2007 erließ die Australian Industrial Relations Commission eine Anordnung, dass die Piloten von Jetstar die Wahl haben, entweder der AFAP oder AIPA beizutreten.

## Mitgliedschaften
AIPA ist Mitglied der Australian Council of Trade Unions (ACTU) mit 46 australischen Gewerkschaften und in der International Federation of Air Line Pilots’ Associations (IFALPA), die aus 93 Gewerkschaften besteht. AIPA ist auch Mitglied in der Oneworld Cockpit Crew Coalition, in der sich Piloten der Fluggesellschaften von Qantas, Aer Lingus, American Airlines, British Airways, Lan Chile, Iberia, Cathay Pacific, Finnair, Malev, Japan Airlines und Mexicana. AIPA ist der International Transport Workers’ Federation beigetreten, eine internationale Transportgewerkschaft, die als Dachorganisation in 155 Ländern mit 749 Gewerkschaften 4.600.000 Transportarbeiter zusammenfasst.

## Organisationsstruktur und Ziele
AIPA wird von einem Managementkomitee von 40 Piloten geführt, die gewählt werden. Gewählt werden aus der Mitte des Komitees der Präsident, vier Vizepräsidenten, ein Sekretär und ein Finanzverwalter.
Die Ziele sind Aufgabenerfüllung nach Qualifikation, Bezahlung nach Verantwortlichkeit, Beachtung der geltenden Gesetze und Regeln, effektive und effiziente Aufgabenerledigung.

## 2011
Die AIPA hat im Februar 2011 Forderungen zur Erhöhung des Pilotengehalts und zur Arbeitsplatzsicherheit aufgestellt. Da Qantas nicht bereit ist den Forderungen zu folgen, sind Planungen der AIPA aufgestellt worden, dass die Forderungen in einem Pilotenstreik durchgesetzt werden könnten.
Falls es zu einem Streik kommen würde, wäre dies der erste nach 45 Jahren.